# Mieczysław Kazimierczuk
Mieczysław Kazimierczuk (ur. 4 stycznia 1926 w Warszawie, zm. 16 czerwca 1992 tamże) – polski ekonomista i polityk.
Należał do PZPR. W okresie od 15 grudnia 1981 do 26 stycznia 1982 był kierownikiem resortu nauki, szkolnictwa wyższego i techniki w rządzie Wojciecha Jaruzelskiego.